# Untrasried
Untrasried település Németországban, azon belül Bajorországban. Lakosainak száma 1702 fő (2023. december 31.).

## Népesség
A település népessége az elmúlt években az alábbi módon változott:
| Lakosok száma | 583  | 944  | 1086 | 1231 | 1521 | 1526 | 1568 | 1584 | 1636 | 1702 |
|               | 1875 | 1950 | 1975 | 1987 | 2012 | 2014 | 2016 | 2017 | 2021 | 2023 |